# Miðfellsmúli
Miðfellsmúli är en kulle i republiken Island. Den ligger i regionen Västlandet, 30 km norr om huvudstaden Reykjavík. Toppen på Miðfellsmúli är 272 meter över havet, eller 239 meter över den omgivande terrängen. Bredden vid basen är 7,4 km.
Trakten runt Miðfellsmúli är nära nog obefolkad, med mindre än två invånare per kvadratkilometer. Närmaste större samhälle är Akranes, omkring 19 kilometer sydväst om Miðfellsmúli.